# بوب أستور
بوب أستور (بالإنجليزية: Bob Astor)‏ هو قائد فرقة ‏ وموسيقي أمريكي، (ولد في نيو أورلينز في الولايات المتحدة 1915  م).